# 68-й меридіан східної довготи
68-й меридіан східної довготи — лінія довготи, що лежить на 68 градуси східніше Гринвіцького меридіана. Вона проходить від Північного полюса через Північний Льодовитий океан, Азію, Індійський океан, Південний океан та Антарктиду до Південного полюса.
68-й меридіан східної довготи формує велике коло разом із 112-тим меридіаном західної довготи.

## Список географічних об'єктів, що перетинає 68° сх. д.
Починаючи на Північному полюсі та рухаючись до Південного полюса, 68-й меридіан східної довготи проходить через:
| Координати                                                 | Країна, територія або море | Примітки                                                                  |
| ---------------------------------------------------------- | -------------------------- | ------------------------------------------------------------------------- |
| 90°0′ пн. ш. 68°0′ сх. д. / 90.000° пн. ш. 68.000° сх. д.  | Північний Льодовитий океан |                                                                           |
| 81°0′ пн. ш. 68°0′ сх. д. / 81.000° пн. ш. 68.000° сх. д.  | Баренцове море             |                                                                           |
| 77°0′ пн. ш. 68°0′ сх. д. / 77.000° пн. ш. 68.000° сх. д.  | Росія                      | Нова Земля — проходить через Північний острів                             |
| 76°14′ пн. ш. 68°0′ сх. д. / 76.233° пн. ш. 68.000° сх. д. | Карське море               |                                                                           |
| 71°31′ пн. ш. 68°0′ сх. д. / 71.517° пн. ш. 68.000° сх. д. | Росія                      | Проходить через півострів Ямал                                            |
| 69°28′ пн. ш. 68°0′ сх. д. / 69.467° пн. ш. 68.000° сх. д. | Карське море               | Байдарацька губа                                                          |
| 68°25′ пн. ш. 68°0′ сх. д. / 68.417° пн. ш. 68.000° сх. д. | Росія                      |                                                                           |
| 54°57′ пн. ш. 68°0′ сх. д. / 54.950° пн. ш. 68.000° сх. д. | Казахстан                  |                                                                           |
| 41°2′ пн. ш. 68°0′ сх. д. / 41.033° пн. ш. 68.000° сх. д.  | Узбекистан                 |                                                                           |
| 40°51′ пн. ш. 68°0′ сх. д. / 40.850° пн. ш. 68.000° сх. д. | Казахстан                  | Приблизно на 6 км                                                         |
| 40°48′ пн. ш. 68°0′ сх. д. / 40.800° пн. ш. 68.000° сх. д. | Узбекистан                 |                                                                           |
| 39°36′ пн. ш. 68°0′ сх. д. / 39.600° пн. ш. 68.000° сх. д. | Таджикистан                |                                                                           |
| 39°1′ пн. ш. 68°0′ сх. д. / 39.017° пн. ш. 68.000° сх. д.  | Узбекистан                 |                                                                           |
| 37°42′ пн. ш. 68°0′ сх. д. / 37.700° пн. ш. 68.000° сх. д. | Таджикистан                |                                                                           |
| 36°56′ пн. ш. 68°0′ сх. д. / 36.933° пн. ш. 68.000° сх. д. | Афганістан                 |                                                                           |
| 31°39′ пн. ш. 68°0′ сх. д. / 31.650° пн. ш. 68.000° сх. д. | Пакистан                   | Белуджистан Сінд                                                          |
| 23°47′ пн. ш. 68°0′ сх. д. / 23.783° пн. ш. 68.000° сх. д. | Індійський океан           |                                                                           |
| 60°0′ пд. ш. 68°0′ сх. д. / 60.000° пд. ш. 68.000° сх. д.  | Південний океан            |                                                                           |
| 67°51′ пд. ш. 68°0′ сх. д. / 67.850° пд. ш. 68.000° сх. д. | Антарктида                 | Проходить через Австралійську антарктичну територію (претендує Австралія) |